# Rawadolu
Rawadolu – gaun wikas samiti we wschodniej części Nepalu w strefie Sagarmatha w dystrykcie Okhaldhunga. Według nepalskiego spisu powszechnego z 2001 roku liczył on 347 gospodarstw domowych i 1815 mieszkańców (939 kobiet i 876 mężczyzn).